# رافت (لعبة فيديو)
رافت هي لعبة لعبة فيديو صدرت في 2018 من تطوير ريدبيت من ونشر العاب اكسولوت. 

## ردود الفعل
حتى نهاية مايو 2017، تم تنزيل الإصدار المطور من اللعبة بأكثر من سبعة ملايين مرة. وصف موقع Polygon اللعبة بأنها واحدة من أكثر الألعاب نجاحًا على ستيم لعام 2018 وأشاد بها ووصف بانها تجمع ما بين الاستكشاف والتجميع والإدارة والتعلم. اكتسبت اللعبة شهرة على منصة اليوتيوب من خلال العديد من البثوث.

## وصلات خارجية
- Official Website (english)
- Official Wiki (english)
- Raft على موبي غيمز